# Cryptantha leiocarpa
Cryptantha leiocarpa là loài thực vật có hoa trong họ Mồ hôi. Loài này được (Fisch. & C.A.Mey.) Greene mô tả khoa học đầu tiên năm 1887.